# 巴江 (南盘江)
巴江，又称板桥河，位于中国云南省中部，是西江南盘江段左岸支流，发源于石林彝族自治县鹿阜街道北大村对角山的山神庙峰，向南流经北大村（原石林镇）、石林县城、板桥村（原板桥镇），过大叠水瀑布后进入宜良县，于宜良县竹山镇下班庄入南盘江。巴江也是石林彝族自治县境内最大的河流，全长69.6公里，流域面积843.5平方公里。上游左岸的石林景区是国家重点风景名胜区，世界自然遗产中国南方喀斯特的一部分。支流有西河、马料河、几湾河、大可河等。